# Oliwia Dąbrowska
Oliwia Dąbrowska (28 de mayo de 1989 en Cracovia, Pequeña Polonia) es una actriz polaca conocida por su papel secundario en La lista de Schindler donde se dio a conocer como "la niña de rojo" al interpretar tal personaje en el film de 1993.

## Filmografía
Dąbrowska actuó con 3 años en la producción de Steven Spielberg, la cual a pesar de ser rodada en blanco y negro, destacó entre el reparto al ser el único personaje en el que el color rojo de su abrigo resaltaba en La lista de Schindler. El propio Spielberg le aconsejó ver el film cuando tuviera 18 años debido al contenido del mismo, sin embargo dijo quedar "horrorizada" la primera vez que la vio a sus 11 años. En una entrevista comentó sentirse "arrepentida por no haber hecho caso al cineasta":

Era horrible. No entendía nada, pero me quedé segura de que no la quería volver a ver jamás {...} Sentí vergüenza de haber participado en algo así y me enfadé con mis padres cuando me contaron mis escenas.

Sin embargo al ver de nuevo la película al cumplir los 18 tal como le pidió Spielberg dijo sentirse orgullosa de su participación.
Su personaje guarda similitudes con Roma Ligocka, también niña en aquella época en la que tuvo que pasar parte de su infancia en el gueto de Cracovia, con la diferencia de que Ligocka sobrevivió al Holocausto.
En 1996 actuó en Gry uliczne de la mano de Krzysztof Krauze.